# 長沼町 (千葉市)
長沼町（ながぬまちょう）は、千葉県千葉市稲毛区の地名。郵便番号263-0005。

## 地理
千葉市稲毛区北部に位置する。北から東で長沼原町、南東で園生町、南であやめ台及び園生町、西で宮野木町、北西で花見川区犢橋町と隣接する。東北側が工業用地、南西側が住宅地として利用される。

### 地価
住宅地の地価は、2014年（平成26年）1月1日の公示地価によれば、長沼町293番49の地点で9万円/m2となっている。

## 歴史

### 沿革
- 1889年4月1日：町村制施行により千葉郡犢橋村大字長沼となる。
- 1951年4月1日：一部を、千葉市源町に分離。
- 1954年7月1日：犢橋村が千葉市に編入される。
- 1954年10月15日：千葉市長沼町になる。
- 1957年2月1日：一部を宇那谷町・内山町に分離。
- 1981年10月1日：一部が園生町の一部とともに柏台となる
- 1992年4月1日：千葉市が政令指定都市に移行し、全域が稲毛区の所属となる

## 世帯数と人口
2017年（平成29年）9月30日現在の世帯数と人口は以下の通りである。
| 町丁   | 世帯数    | 人口    |
| ------ | --------- | ------- |
| 長沼町 | 4,390世帯 | 9,349人 |

## 小・中学校の学区
市立小・中学校に通う場合、学区は以下の通りとなる。
| 番地 | 小学校                 | 中学校               |
| --- | ---------------------- | -------------------- |
| 1～113番地、135～143番地、361番地、457～461番地 | 千葉市立犢橋小学校     | 千葉市立犢橋中学校   |
| 288番地1～118・123・125～128・130～134 288番地137～164・169～174・176・180 288番地183～191・193〜194・197以降(草野団地町内会) 293～307番地、308番地1〜2（京成園生団地自治会） 310〜311番地、330番地5・11・13 330番地26〜27(長沼町住園自治会)                                                              | 千葉市立あやめ台小学校 | 千葉市立草野中学校   |
| 114～134番地、330番地（2・5・11・13・26・27を除く） 332番地1・7・9〜10・13〜14・18～21・24・26・44 333番地1・5・7～10、334番地2・7、335番地1・4～7 335番地9〜10、336番地1・5、337～360番地 367〜368番地、391番地 397番地（国道16号線より草野小側）                                                        | 千葉市立草野小学校     | 千葉市立草野中学校   |
| 144～267番地、287番地、288番地119～122・124・129 288番地135〜136・165～168・175・177～179 288番地181〜182・192・195〜196、308番地3 312～327番地、330番地2、331番地、332番地2～5 332番地15～17、333番地2〜3・11～13、334番地6・12 335番地2・11～14、336番地3・6・14～16・19〜20 500～505番地、507〜508番地 | 千葉市立宮野木小学校   | 千葉市立緑が丘中学校 |
| 268～270番地 | 千葉市立柏台小学校     | 千葉市立緑が丘中学校 |

- 学区外通学承認地域
  - 長沼十字路付近 - 千葉市立緑が丘中学校
  - 57、59、62〜63、65、67、72〜74、79、361番地 - 千葉市立草野小学校、千葉市立草野中学校

## 交通

### 鉄道
地内に鉄道は通っていない。

### 道路
- 国道16号
- 千葉県道66号浜野四街道長沼線

## 施設
- 稲毛区長沼コミュニティセンター
- 長沼町公園
- 長沼集会所
- ライフタウン稲毛自治会集会所
- ワンズモール（ロピア千葉長沼店など）
- せんどう 長沼店
- ドン・キホーテ 稲毛長沼店
- スーパーセンタートライアル 長沼店
- 京葉銀行宮野木支店
- 京葉自動車教習所
- 雇用促進住宅